# Il ne faut jamais changer le lieu d'un rendez-vous
Il ne faut jamais changer le lieu d'un rendez-vous (en russe : Место встречи изменить нельзя) est une mini-série soviétique en cinq épisodes, réalisée par Stanislav Govoroukhine et diffusée en 1979. Il s'agit de l'adaptation du roman policier de Gueorgui et Arkadi Vaïner, 38, rue Petrovka (en russe : Эра Милосердия, Era milosserdya). 

## Synopsis
Les événements se déroulent dans Moscou d'après guerre. Jeune lieutenant, Vladimir Charapov, fraichement rentré du front, intègre la brigade de répression du banditisme de la Criminelle de Moscou dirigée par Gleb Jeglov. Tout le monde y est préoccupé par les crimes récents revendiqués par une certaine bande du chat noir,. Charapov devient ami avec Jeglov, dont il admire le flair et l'expérience, mais il désapprouve sa façon de piéger les criminels, même au nom de la justice. Ainsi Charapov s’attelle-t-il à innocenter le vieux médecin Grouzdev, accusé de meurtre sur sa femme. Il s'oppose à quelques preuves de sa culpabilité échafaudées à la hâte par Jeglov. Lors d'une audition en tête-à-tête Grouzdev fait remarquer à Charapov le peu d'importance que son supérieur accorde aux gens. Il arrive même à prédire, sans donner les détails, le drame qui un jour en découlera. 
Entre-temps, Charapov fait connaissance d'une jeune inspecteur, Varvara Sinitchkina, et commence à la fréquenter.
Lors d'une rafle, on met la main sur les bijoux appartenant à la défunte Grouzdeva. La piste mène à un certain Fox qui, à l'issue d'une poursuite sanglante, est mis sous les verrous. Pour piéger ses compagnons restés en liberté, Charapov infiltre la bande. Il découvre parmi ses membres l'un de ses camarades militaires, Levtchenko, qui, au nom de leur ancienne amitié, ne le dénonce pas. Les malfrats comptent organiser l'évasion de Fox lors de la reconstitution, dans le labyrinthe des entrepôts d'un magasin. Charapov ne peut plus communiquer avec l'extérieur, mais devine que l'opération prévue est imminente. Une fois sur place, il arrive à trouver un abri grâce à l'astuce mise en place par Jeglov. La bande est encerclée. Mais quelqu'un, qui le méritait, pourtant ne sera pas épargné dans l'affrontement.

## Fiche technique
- Réalisation : Stanislav Govoroukhine
- Scénario : Gueorgui Vaïner, Arkadi Vaïner
- Caméraman : Léonid Bourlaka, Vladimir Chtchoukine
- Musique : Orchestre symphonique d'État de l'URSS pour l'art cinématographique
- Chef d'orchestre : Martin Nersessian
- Ingénieur du son : Anatoli Netrebenko
- Montage : Valentina Oleïnik
- Langue : russe
- Format :  4/3
- Production : Studio d'Odessa
- Genre : policier
- Durée : 360 min.
- Pays : Russie/URSS
- Sortie : 11 novembre 1979

## Distribution
- Vladimir Vyssotski : capitaine Gleb Jeglov
- Vladimir Konkine : premier-lieutenant Vladimir Charapov
- Natalia Danilova : Varvara, la petite amie de Charapov
- Lev Perfilov : photographe criminaliste dit Six-fois-neuf
- Sergueï Iourski : Ivan Grouzdev, médecin accusé du meurtre
- Svetlana Svetlitchnaïa : Nadia, belle-sœur de Grouzdev
- Armen Djigarkhanian : Karp dit le Bossu, le chef de bande
- Valeria Zaklounnaïa : Klavdia, la petite amie de Karp
- Aleksandr Beliavski : Fox
- Tatiana Tkatch : petite amie de Fox
- Natalia Fateïeva : Ira Sobolevskaïa, ancienne maîtresse de Fox
- Victor Pavlov : Sergueï Levtchenko
- Alexandre Abdoulov  : livreur de pain dit Bardot
- Roudolf Moukhine : chauffeur de la bande
- Ivan Bortnik : Buvard
- Leonid Kouravliov : Valentin Bissiaiev dit le Boucané
- Evgueni Evstigneïev : Piotr Routchnikov dit Routchetchnik
- Ekaterina Gradova : Svetlana Volokuchina, complice de Routchetchnik
- Natalia Kratchkovskaïa : chanteuse du ciné théâtre
- Alexeï Mironov : Kopytine, chauffeur de "Ferdinand"
- Larissa Oudovitchenko : Manka-Obligatsia